# Salmonidske vode
Salmonidske vode, brze i hladne tekućice i jezera planinskih područja; riblje naselje uglavnom čine vrste iz porodice pastrvki (salmonide).